# Stefan z Pinu
Stefano z Pinu, Stefano Dupin (ur. ?, zm. 1350) – włoski duchowny katolicki, w roku 1346 tytularny łaciński patriarcha Konstantynopola. Od 1346 do 1350 Arcybiskup metropolita Benewentu.

## Życiorys
6 marca 1346 roku został nominowany tytularnym łacińskim Patriarchą Konstantynopola. Pełnił ten urząd do 16 października tegoż roku. Od tamtego dnia do swojej śmierci w 1350 był Arcybiskupem Benewentu. 